# 吴顺喜
吴顺喜（英語：Derrick Goh Soon Hee，1968年7月4日—），新加坡银行家、第14届新加坡国会议员。

## 履历
吴顺喜出生在有三个兄弟姐妹的家庭，毕业于南洋理工大学会计系。
吴顺喜在金融领域工作27年，从1998年至2007年曾在巴黎、伦敦和纽约工作10年，在信用卡公司美国运通任职。2008年，他加入星展银行，担任机构银行集团首席运营官，之后于2012年10月1日出任银行子公司新加坡邮政储蓄银行行长。2016年3月9日出任星展丰盛个人理财（DBS Treasures Private Client）及星展丰盛（DBS Treasures）的董事总经理和兼区域主管。2018年初，出任星展银行董事总经理和审计主管。
自2013年起志愿担任西南社区发展理事会区议员。
2020年新加坡大选期间，吴顺喜代表人民行动党参加义顺集选区的角逐，对阵新加坡前进党，队友包括尚穆根、黄国光、费绍尔和陈浍敏。2020年7月11日，五人凭借61.9%的得票率胜选。

## 个人生活
吴顺喜已婚，育有三子。